# Alex Chandre de Oliveira
Alex Chandre de Oliveira o simplemente Tico (21 de diciembre de 1977 - 14 de junio de 2014) fue un futbolista brasileño que jugó como delantero. 
Jugó en Zhejiang Greentown entre 2006 y 2007.

## Carrera
Comenzó su carrera en el Paraná Clube, donde sirvió a partir de 1996 a 1998. Jugando más tarde en China, como defensa del Chendu y Xian. Pasó a Seixal, Portugal. En 2002, regresó a Paraná y en 2003 fue a Citezen Daejon, Corea del Sur y, en 2004, regresó a Brasil para vestir la camiseta del Avaí. En 2005 defendió a Bahía e incluso se trasladó a Ponte Preta. En 2006 fue a China para ser parte de Zhejiang. El 31 de enero de 2007 se remite a la actuación en la defensa de los colores de Avaí de Brasil, en el que anotó un solo gol. El 20 de abril de 2007, Tico, conectó su regreso a China para trabajar de nuevo en Zhejiang.

## Muerte
Tico murió a la edad de 36 años en su casa de Curitiba, después de sufrir un paro cardíaco. Tico había estado trabajando como empresario y, junto con su excompañero de ataque en el Avaí, Evando y también exestrella Leão, Decio Anthony, propietario del complejo deportivo Fair-Play, situado junto a Ressacada.